# Calamagrostis scopulorum
Calamagrostis scopulorum är en gräsart som beskrevs av Marcus Eugene Jones. Calamagrostis scopulorum ingår i släktet rör, och familjen gräs. Inga underarter finns listade i Catalogue of Life.